# Gosewijn Pijnappel
Gosewijn Pijnappel (ook Gozewijn, Goessen, Goeswijn, Goeswini en Pynappel, 's-Hertogenbosch 1515/17/21 – 1590) was de plaatsvervanger van de Bossche schout Jacob van Brecht ten tijde van de Nederlandse Opstand.

## Levensloop
Gosewijn Pijnappel was een zoon van Jan Boudewijns Pijnappel (1490-1570) en Elisabeth Goessens Hack (1495-1564). Hij was getrouwd met Oda Peters van Oss. Zij was de dochter van de Bossche historicus Pieter van Os.
Gosewijn werd stadhouder (plaatsvervanger) van hoogschout Jacob van Brecht. In de jaren 1559/60 en 1562/63 was hij schepen van de stad. In deze periode lopen de spanningen in de Brabantse stad hoog op, mede door het uitbreken van twee Beeldenstormen in het jaar 1566. In het begin van 1567 was er zelfs tijdelijk sprake van een calvinistisch bestuur in de stad. Toen dit bestuur werd verjaagd, vluchtten veel protestanten de stad uit.
Na de dood van zijn vrouw Oda (1542/43) hertrouwde hij met Hillegarda van Achelen. Met haar kreeg hij nog 5 kinderen.
In 1580 was hij kapitein van de schutterij van de handboog.

## Trivia
- Gosewijns vader, Jan Pijnappel, heeft een grafzerk in de Bossche Sint-Janskathedraal ('s-Hertogenbosch).[8]
- Dochter Joostken/Jozyna trouwde met Goyaert Loef van der Sloot, schepen en broeder van het Illustre Lieve Vrouwe Broederschap. Zij liggen beiden begraven in de Sint-Jan in 's-Hertogenbosch.[9]